# Коста Кърпач
Коста Кърпач (на македонска литературна норма: Коста Крпач) е поет, филмов работник, редактор, пропагандист и отговорен за класиране на филмите от Социалистическа Република Македония.

## Биография
Роден е в 1927 година в Дебър, тогава в Югославия. От 1957 година работи в продуценската компания „Вардар филм“ като отговорник за участието на филмите от Социалистическа Република Македония на фестивалите, за техния маркетинг и продажба в страната и в света. Посвещава живота си на промоцията и представянето по света на кинематографията от Социалистическа Република Македония. От 1983 до 1987 година работи в „Македония филм“, когато се пенсионира. Автор е на поезия.